# Ágay Irén
Ágay Irén (Budapest, 1913. február 23.– Los Angeles, 1950. szeptember 3.) magyar színésznő. Neve Ágai Irénként és Irene Agayként is szerepelt a stáblistákon. Székely István filmrendező felesége.

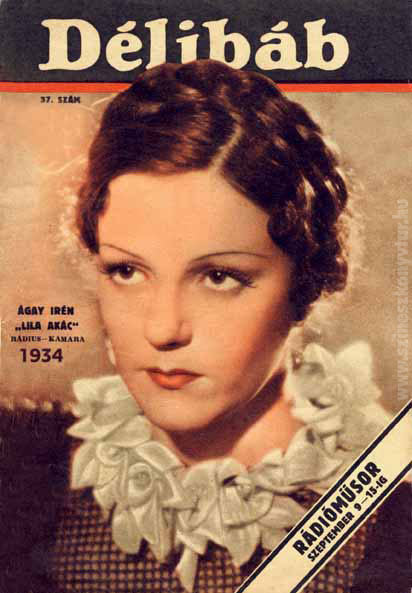
Ágay Irén a Délibáb című újság címlapján 1934-ben

## Életpályája
Ágai Adolf (1879–1959) elemi iskolai tanító és Steiner Mária lányaként született Budapesten, a Peterdy u. 30. szám alatt. Szülei 1912. március 24-én Budapest VI. kerületében kötöttek házasságot. Az iskolapadból került az Országos Színészegyesület iskolájába, diplomáját 1931-ben kapta meg.
1931 és 1935 között a Vígszínház művésze volt. Főként modern tárgyú színművekben, filmvígjátékok főszereplőjeként aratott sikert, többek között Jávor Pál, Ráday Imre és Kabos Gyula partnereként. A harmincas évek derűs, könnyed filmjeinek kedvelt fiatal hősnője volt. Igényesebb feladatot a Két fogolyban kapott, ahol Bajor Gizi mellett ő személyesítette meg Zilahy Lajos világháborús történetének másik vezető nőalakját. 
1933. október 28-án Budapesten, a Terézvárosban feleségül ment Székely Istvánhoz, aki legtöbb filmjének a rendezője volt. A házaspár 1938-ban az USA-ba emigrált. 1950-ben, egy filmforgatáson rosszul lett, mindössze 37 éves volt, amikor magas vérnyomás következtében meghalt.

## Színpadi szerepek
- Ifj. Alexandre Dumas: A kaméliás hölgy....Nichette
- Bús-Fekete László: A pénz nem minden....Rózsi
- Lengyel József: Emmy....Emmy
- Hunyady Sándor: Ritz, 1919....Ilona
- Kaufman–Ferber: Vacsora nyolckor....Paula
- George Bernard Shaw: Ceasar és Cleopatra....Cleopatra

## Operett szerepek
- Ábrahám Pál: Mese a Grand Hotelben....Nagyhercegnő

## Filmográfia
- Iza néni (1933)
- Mindent a nőért! (1934)
- Ida regénye (1934)
- Lila akác (1934)
- Búzavirág (1934)
- Emmy (1934)
- Őfelsége keringőt táncol (1934 osztrák)
- Sanders of the River (1935 angol)
- Címzett ismeretlen (1935)
- Szenzáció (1936)
- Hochzeitsreise zu 50% (1937)
- Nászút féláron (1936)
- Segítség, örököltem! (1937)
- Maga lesz a férjem (1938)
- Két fogoly (1938)
- The Fabulous Suzanne (1946)
- Amazon Quest (1949)
- A Jávor (1987)